# Schweifrübe

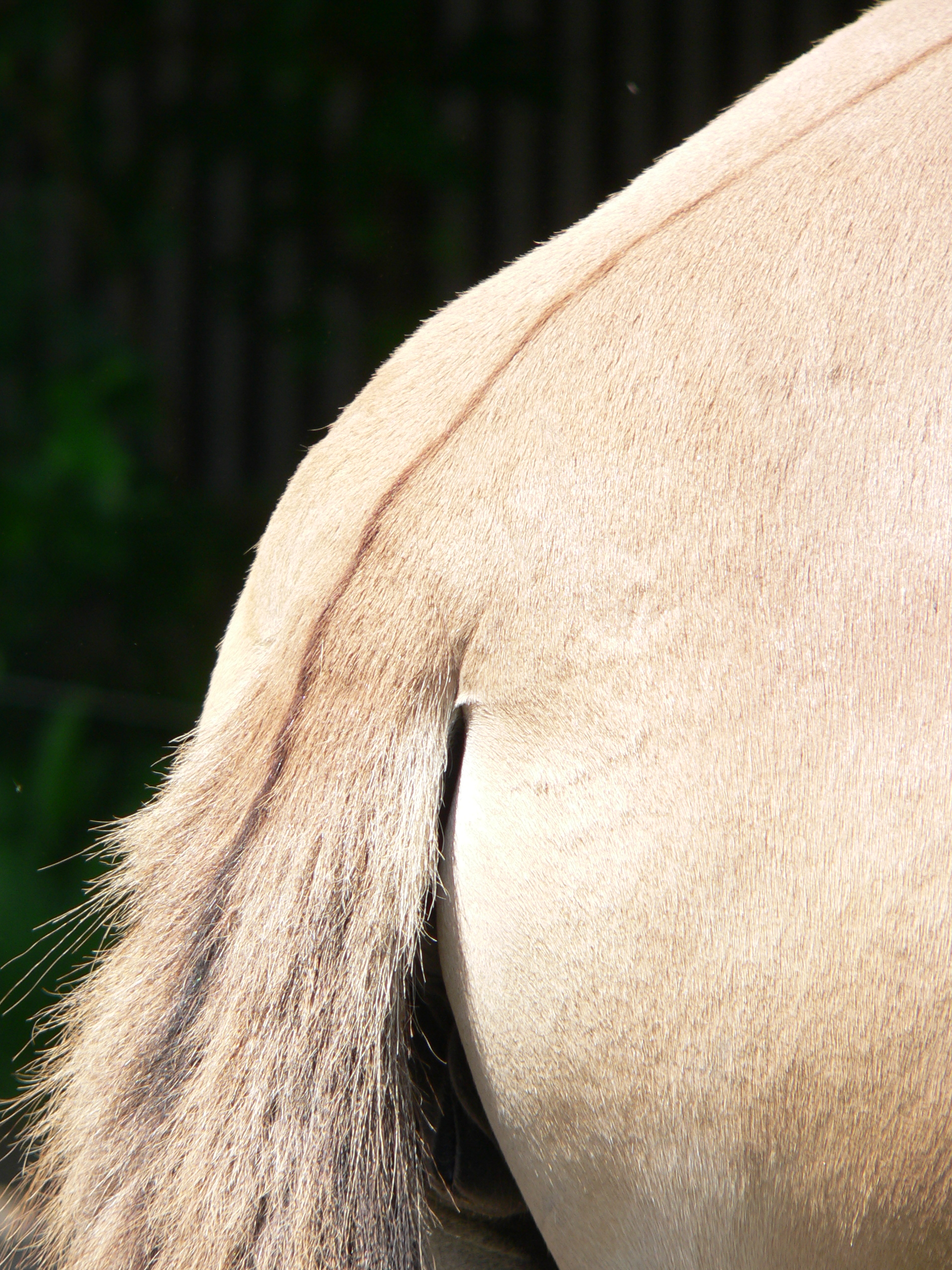
Schweifrübe eines Przewalskipferdes

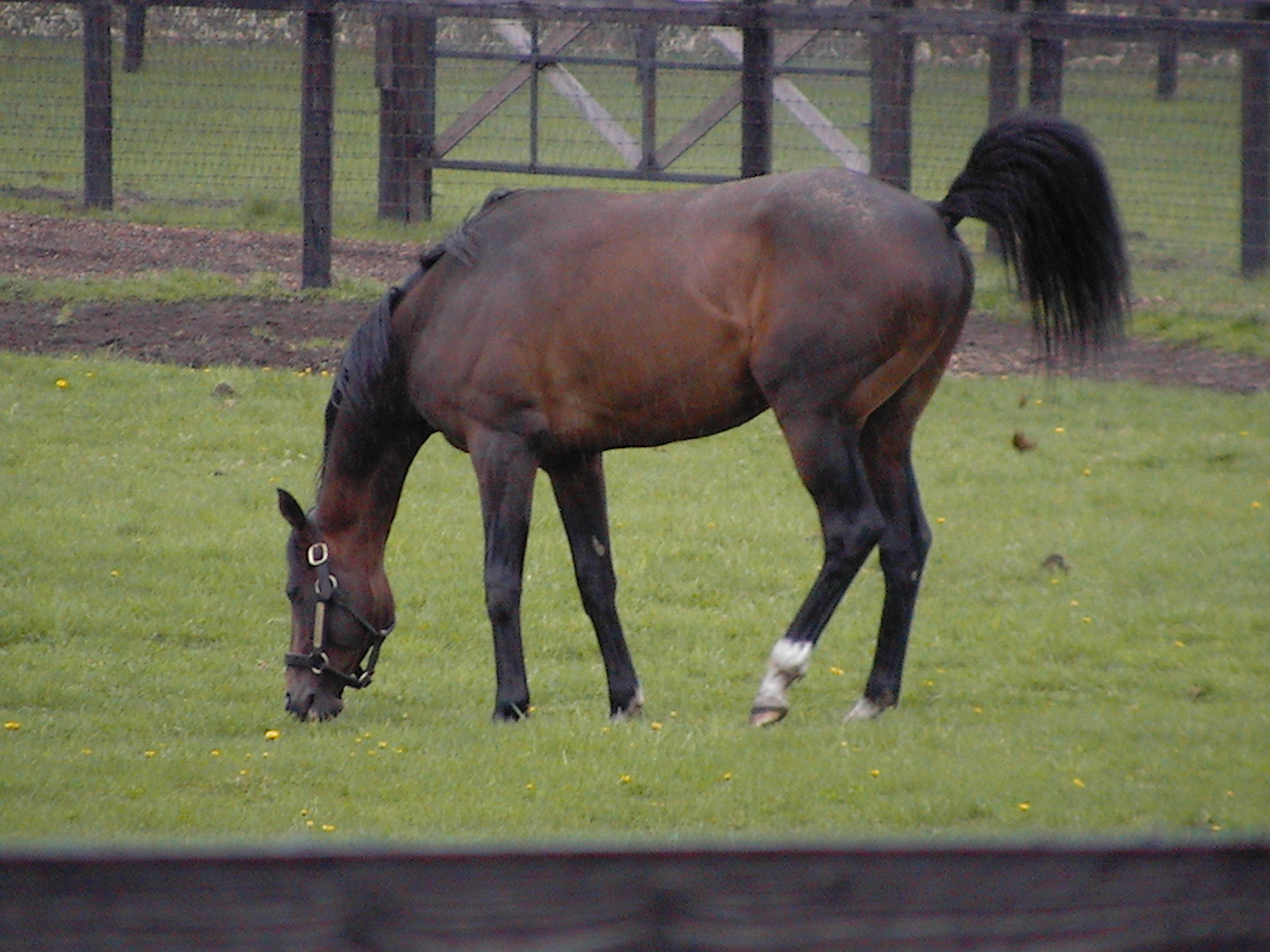
Die Schweifrübe reicht weit in den Schweif hinein

Die Schweifrübe ist eine von 15 bis 21 Wirbeln gebildete Fortsetzung der Wirbelsäule des Pferdes. Zusammen mit dem an ihr wachsenden Langhaar bildet sie den Schweif (lateinisch Cirrus caudae).

## Schweifhaltung
Die Schweifhaltung gibt einen Hinweis auf die Verfassung des Pferdes. Ein entspanntes Pferd trägt den Schweif ruhig beziehungsweise lässt ihn ruhig pendeln, während ein angespanntes Pferd mit dem Schweif schlägt. Ein beunruhigtes stellt den Schweif waagerecht ab- oder sogar senkrecht nach oben. Bei Dressurturnieren wird ein schlagender Schweif daher als Indiz für mangelnde Harmonie zwischen Reiter und Pferd mit Punktabzug geahndet.

## Pferdeschauen
Bei American-Saddlebred-Showpferden wird die untere Muskulatur der Schweifrübe durchtrennt, um so eine hohe Schweifhaltung und damit ein lebhafteres Aussehen zu erreichen und bei Pferdeschauen eine bessere Bewertung zu erhalten. Dieser Eingriff ist in den meisten europäischen Ländern nach der geltenden Tierschutzgesetzgebung nicht möglich. Beim niederländischen Tuigpaard, das ebenfalls als Showpferd verwendet wird, wird zum selben Zweck hingegen eine Art Schweifstütze verwendet.

## Kupieren

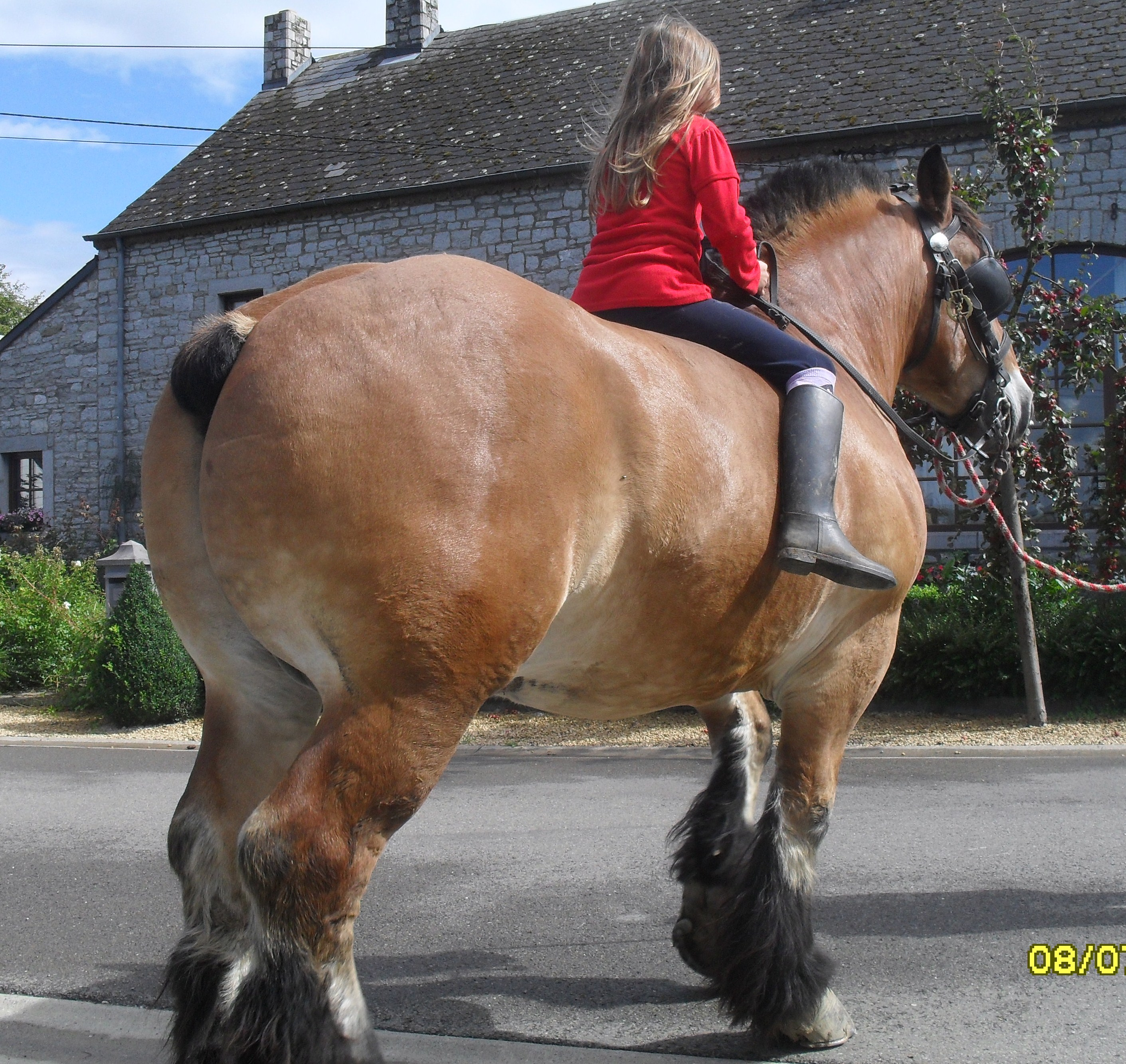
Kupierter Schweif eines Ardenners

Bei Arbeits- und Kutschpferden wurde früher oft der Schweif kupiert, um zu verhindern, dass das Pferd mit dem Schweif die Leinen „fangen“ (einklemmen) konnte. Pferde, die dazu neigen, die Leinen mit der Schweifrübe zu fangen werden Leinenfänger genannt. Wenn die Leinen gefangen sind, ist es nicht mehr möglich Leinenhilfen zu geben, das Zugpferd kann nicht mehr gelenkt werden und es können gefährliche Unfälle passieren. Der Leinenfänger-Fall ist ein berühmtes Fallbeispiel in der Rechtswissenschaft, anhand dessen Voraussetzungen für Fahrlässigkeit gelehrt werden.
Bei Kaltblütern war oft ein kupierter Schweif zu sehen, da sich die Züchter dadurch eine imposantere Wirkung der gespaltenen Kruppe erhoffen. Das Tierschutzgesetz in Deutschland (§ 6) und Gesetze mehrerer EU-Länder verbieten diese Praxis (siehe Kupieren) seit vielen Jahren.